# Jorge Cadete
Jorge Paulo Cadete Santos Reis, noto semplicemente come Jorge Cadete (Pemba, 27 agosto 1968), è un ex calciatore portoghese nato da coloni portoghesi in Mozambico, di ruolo attaccante.

## Carriera

### Club

#### Gli inizi
Inizia la sua carriera calcistica con l'Associação Academica di Santarém nella stagione 1983-84, a quindici anni, segnando 43 reti in appena 18 partite. Il suo exploit non passa inosservato: viene tesserato dallo Sporting Lisbona nel cui settore giovanile giocherà dalla stagione 1984-1985 fino a quella 1986-1987.

#### Affermazione
Esordisce nella prima squadra dello Sporting Lisbona nel 1987-1988 giocando 6 partite. Viene poi mandato in prestito al Vitória Setúbal dove nella stagione successiva mette a segno 10 gol. La sua abilità lo riporta rapidamente a Lisbona nella stagione 1989-1990, dove resta fino al 1995-1996 diventando uno dei giocatori più emblematici. Con la squadra conquista il suo unico titolo nel 1995, quando vince la Coppa nazionale contro il Marítimo. Ha segnato 70 reti per lo Sporting in poco più di 180 presenze.

#### Brescia e Celtic Glasgow
Chiude con lo Sporting Lisbona all'inizio della stagione 1994-1995. Dopo aver fatto solo due apparizioni, passa a settembre in prestito al Brescia. Rimane in Serie A solo una stagione, dopo aver segnato un unico gol in 13 apparizioni. Ritorna allo Sporting nella stagione successiva, ma gioca solo due partite e nell'aprile del 1996 rescinde il contratto, firmando per il Celtic Glasgow. Il suo debutto contro l'Aberdeen avviene al Celtic Park, dove segna il quinto gol del Celtic nella vittoria 5-0. In questo scorcio di stagione realizza 5 gol in 6 apparizioni.
Nella stagione seguente, 1996-1997, è ancora in Scozia e disputa la più grande annata della sua carriera. A fine anno registra 25 reti in 31 apparizioni, senza l'ausilio di calci di rigore. Nonostante ciò, la sua squadra perde il titolo di lega a vantaggio degli storici rivali dei Rangers Glasgow.
Quando l'allenatore del Celtic Tommy Burns viene sostituito da Wim Jansen, citando problemi di salute mentale e di un mancato adeguamento alla vita in Scozia senza la sua famiglia, chiede il trasferimento. Passa dunque al Celta Vigo per circa 3.500.000 sterline.

#### Spagna ed Inghilterra
Gioca nel Celta Vigo la stagione 1997-1998 e parte della stagione 1998-1999. Nel gennaio del 1999 torna in Portogallo al Benfica dove ritrova il suo ex compagno al Celtic Pierre Van Hooijdonk. Dopo una stagione e mezza in Portogallo, si trasferisce in Premier League al Bradford City, in prestito per il resto della stagione 1999-2000. Fa il suo debutto per il club come sostituto in un 1-1 con l'Aston Villa. Gioca altre sei gare, di cui solo due da titolare, senza segnare gol. Viene quindi restituito al Benfica ed alla fine della stagione ottiene lo svincolo e firma per la Estrela da Amadora per la stagione 2000-2001.
Viene poi contattato dal neopromosso St. Mirren, che sta cercando un attaccante, tuttavia la proposta di gennaio cade e rimane con l'Estrela de Amadora fino alla fine della stagione 2001-2002.

#### Ritorno in Scozia
Dopo la sua partenza all'Estrela da Amadora si ritrova senza squadra a 33 anni. Decide quindi di fare una comparsata nel reality televisivo del Grande Fratello.
All'inizio del 2003-2004 inizia la ricerca di un nuovo club. Torna in Scozia, sperando di trovare ingaggio al Celtic Glasgow ma trova solo un contratto a breve termine con il Partick Thistle alla fine di gennaio 2004, ponendo fine ai 18 mesi di lontananza dal gioco. Cadete era però ormai l'ombra di sé stesso, e dopo otto apparizioni in prima squadra non gli viene offerto il rinnovo del contratto. Cerca quindi di trovare un nuovo club, ma termina la stagione 2003-2004 senza un club.
All'inizio della stagione 2004-2005 firma per il club portoghese di Serie D Clube Desportivo Pinhalnovense, dove rimane fino alla fine della stagione, disputando cinque gare e segnando 2 reti. Al termine della stagione si ritira definitivamente dal calcio giocato.

### Nazionale
Ha accumulato 33 presenze nella squadra nazionale portoghese (22 mentre era allo Sporting Lisbona, 9 al Celtic e 2 al Celta Vigo), segnando 5 reti. La sua prima partita in nazionale è stata il 29 agosto 1990, uno 0-0 in amichevole contro la Germania. Venne scelto per la fase finale degli Europei del 1996 da António Oliveira.
La sua ultima partita è stata la sconfitta 0-3 in Inghilterra, il 22 aprile 1998, in un incontro amichevole.

### Vita privata
Ritiratosi dal calcio nel 2005 dopo aver giocato nella serie D portoghese con la maglia del Desportivo Pinhalnovense, cade economicamente in disgrazia, tornando a vivere a Lisbona a casa dei genitori e con un sussidio statale da 180 € a settimana.

## Statistiche

### Cronologia presenze e reti in nazionale
| Cronologia completa delle presenze e delle reti in nazionale ― Portogallo | Cronologia completa delle presenze e delle reti in nazionale ― Portogallo | Cronologia completa delle presenze e delle reti in nazionale ― Portogallo | Cronologia completa delle presenze e delle reti in nazionale ― Portogallo | Cronologia completa delle presenze e delle reti in nazionale ― Portogallo | Cronologia completa delle presenze e delle reti in nazionale ― Portogallo | Cronologia completa delle presenze e delle reti in nazionale ― Portogallo | Cronologia completa delle presenze e delle reti in nazionale ― Portogallo |
| Data                                                                      | Città                                                                     | In casa                                                                   | Risultato                                                                 | Ospiti                                                                    | Competizione                                                              | Reti                                                                      | Note                                                                      |
| ------------------------------------------------------------------------- | ------------------------------------------------------------------------- | ------------------------------------------------------------------------- | ------------------------------------------------------------------------- | ------------------------------------------------------------------------- | ------------------------------------------------------------------------- | ------------------------------------------------------------------------- | ------------------------------------------------------------------------- |
| 29-8-1990                                                                 | Lisbona                                                                   | Portogallo                                                                | 1 – 1                                                                     | Germania Ovest                                                            | Amichevole                                                                | -                                                                         |                                                                           |
| 12-9-1990                                                                 | Helsinki                                                                  | Finlandia                                                                 | 0 – 0                                                                     | Portogallo                                                                | Qual. Euro 1992                                                           | -                                                                         | 46’                                                                       |
| 17-10-1990                                                                | Porto                                                                     | Portogallo                                                                | 1 – 0                                                                     | Paesi Bassi                                                               | Qual. Euro 1992                                                           | -                                                                         |                                                                           |
| 16-1-1991                                                                 | Castellón de la Plana                                                     | Spagna                                                                    | 1 – 1                                                                     | Portogallo                                                                | Amichevole                                                                | -                                                                         | 59’                                                                       |
| 23-1-1991                                                                 | Amarousio                                                                 | Grecia                                                                    | 3 – 2                                                                     | Portogallo                                                                | Qual. Euro 1992                                                           | -                                                                         | 72’                                                                       |
| 9-2-1991                                                                  | La Valletta                                                               | Malta                                                                     | 0 – 1                                                                     | Portogallo                                                                | Qual. Euro 1992                                                           | -                                                                         | 67’                                                                       |
| 20-2-1991                                                                 | Porto                                                                     | Portogallo                                                                | 5 – 0                                                                     | Malta                                                                     | Qual. Euro 1992                                                           | 1                                                                         | 46’                                                                       |
| 11-9-1991                                                                 | Lisbona                                                                   | Portogallo                                                                | 1 – 0                                                                     | Finlandia                                                                 | Qual. Euro 1992                                                           | -                                                                         | 80’                                                                       |
| 12-10-1991                                                                | Lussemburgo                                                               | Lussemburgo                                                               | 1 – 1                                                                     | Portogallo                                                                | Amichevole                                                                | -                                                                         | 46’                                                                       |
| 16-10-1991                                                                | Rotterdam                                                                 | Paesi Bassi                                                               | 1 – 0                                                                     | Portogallo                                                                | Qual. Euro 1992                                                           | -                                                                         |                                                                           |
| 15-1-1992                                                                 | Torres Novas                                                              | Portogallo                                                                | 0 – 0                                                                     | Spagna                                                                    | Amichevole                                                                | -                                                                         | 61’                                                                       |
| 31-5-1992                                                                 | New Haven                                                                 | Italia                                                                    | 0 – 0                                                                     | Portogallo                                                                | U.S. Cup 1992                                                             | -                                                                         | 82’                                                                       |
| 3-6-1992                                                                  | Chicago                                                                   | Stati Uniti                                                               | 0 – 1                                                                     | Portogallo                                                                | U.S. Cup 1992                                                             | -                                                                         | 46’                                                                       |
| 7-6-1992                                                                  | Foxborough                                                                | Portogallo                                                                | 0 – 2                                                                     | Irlanda                                                                   | U.S. Cup 1992                                                             | -                                                                         |                                                                           |
| 11-11-1992                                                                | Saint-Ouen                                                                | Portogallo                                                                | 2 – 1                                                                     | Bulgaria                                                                  | Amichevole                                                                | -                                                                         | 88’                                                                       |
| 10-2-1993                                                                 | Faro                                                                      | Portogallo                                                                | 1 – 1                                                                     | Norvegia                                                                  | Amichevole                                                                | -                                                                         | 46’                                                                       |
| 28-4-1993                                                                 | Lisbona                                                                   | Portogallo                                                                | 5 – 0                                                                     | Scozia                                                                    | Qual. Mondiali 1994                                                       | 2                                                                         | 80’                                                                       |
| 19-6-1993                                                                 | Porto                                                                     | Portogallo                                                                | 4 – 0                                                                     | Malta                                                                     | Qual. Mondiali 1994                                                       | 1                                                                         |                                                                           |
| 5-9-1993                                                                  | Tallinn                                                                   | Estonia                                                                   | 0 – 2                                                                     | Portogallo                                                                | Qual. Mondiali 1994                                                       | -                                                                         | 69’                                                                       |
| 13-10-1993                                                                | Porto                                                                     | Portogallo                                                                | 1 – 0                                                                     | Svizzera                                                                  | Qual. Mondiali 1994                                                       | -                                                                         | 55’                                                                       |
| 20-4-1994                                                                 | Oslo                                                                      | Norvegia                                                                  | 0 – 0                                                                     | Portogallo                                                                | Amichevole                                                                | -                                                                         | 79’                                                                       |
| 15-11-1995                                                                | Lisbona                                                                   | Portogallo                                                                | 3 – 0                                                                     | Irlanda                                                                   | Qual. Euro 1996                                                           | 1                                                                         | 67’                                                                       |
| 29-5-1996                                                                 | Dublino                                                                   | Irlanda                                                                   | 0 – 1                                                                     | Portogallo                                                                | Amichevole                                                                | -                                                                         | 73’                                                                       |
| 14-6-1996                                                                 | Nottingham                                                                | Portogallo                                                                | 1 – 0                                                                     | Turchia                                                                   | Euro 1996 - 1º Turno                                                      | -                                                                         | 66’                                                                       |
| 23-6-1996                                                                 | Birmingham                                                                | Rep. Ceca                                                                 | 1 – 0                                                                     | Portogallo                                                                | Euro 1996 - Quarti di finale                                              | -                                                                         | 82’                                                                       |
| 31-8-1996                                                                 | Erevan                                                                    | Armenia                                                                   | 0 – 0                                                                     | Portogallo                                                                | Qual. Mondiali 1998                                                       | -                                                                         | 46’                                                                       |
| 14-12-1996                                                                | Lisbona                                                                   | Portogallo                                                                | 0 – 0                                                                     | Germania                                                                  | Qual. Mondiali 1998                                                       | -                                                                         | 78’                                                                       |
| 22-1-1997                                                                 | Braga                                                                     | Portogallo                                                                | 0 – 2                                                                     | Francia                                                                   | Amichevole                                                                | -                                                                         | 69’                                                                       |
| 19-2-1997                                                                 | Atene                                                                     | Grecia                                                                    | 0 – 0                                                                     | Portogallo                                                                | Amichevole                                                                | -                                                                         |                                                                           |
| 29-3-1997                                                                 | Belfast                                                                   | Irlanda del Nord                                                          | 0 – 0                                                                     | Portogallo                                                                | Qual. Mondiali 1998                                                       | -                                                                         | 64’                                                                       |
| 7-6-1997                                                                  | Porto                                                                     | Portogallo                                                                | 2 – 0                                                                     | Albania                                                                   | Qual. Mondiali 1998                                                       | -                                                                         | 88’                                                                       |
| 11-10-1997                                                                | Lisbona                                                                   | Portogallo                                                                | 1 – 0                                                                     | Irlanda del Nord                                                          | Qual. Mondiali 1998                                                       | -                                                                         | 63’                                                                       |
| 22-4-1998                                                                 | Londra                                                                    | Inghilterra                                                               | 3 – 0                                                                     | Portogallo                                                                | Amichevole                                                                | -                                                                         |                                                                           |
| Totale                                                                    |                                                                           | Presenze                                                                  | 33                                                                        |                                                                           | Reti                                                                      | 5                                                                         |                                                                           |

## Palmarès

### Club
- Supercoppa di Portogallo: 2

Sporting Lisbona: 1987, 1995

### Individuale
- Capocannoniere della Coppa di Portogallo: 1

1992-1993 (4 gol)
- Capocannoniere del Campionato scozzese: 1

1996-1997 (25 gol)